# Moderados
Pour les articles homonymes, voir modérés.
Ne doit pas être confondu avec Parti modéré (Espagne).

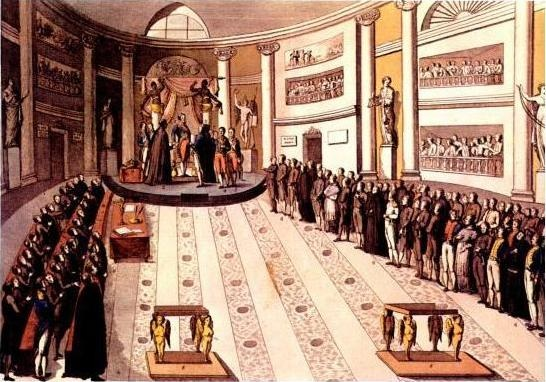
Prestation de serment du roi Ferdinand VII sur la Constitution de Cadix le 9 de julio de 1820. Il avait auparavant nommé un gouvernement uniquement formé de libéraux moderados.

Au cours du triennat libéral (1820-1823), les moderados (« modérés », en espagnol) sont les libéraux espagnols de tendance conservatrice, par opposition aux libéraux « exaltés », de tendance plus progressiste. Comme les membres les plus éminents de cette faction avaient participé aux Cortes de Cadix, à l'origine de l'approbation de la Constitution de 1812, ils étaient également connus sous le nom de « doceañistas ». Juan Francisco Fuentes souligne que cette division, seulement vaguement perceptible au début, « serait l'un des faits les plus importants du Triennat libéral, de sorte que la lutte politique qui marqua l'histoire de cette période ne serait pas comprise sans la confrontation entre modérés et exaltés, représentants respectivement de l’aile la plus conservatrice et de la plus progressiste du libéralisme espagnol ». « Aucune de ces tendances ne deviendra un parti politique moderne, même si elle les prépare », signale Alberto Gil Novales.
Durant le règne d'Isabelle II, les modérés du Triennat constituèrent le noyau fondateur du Parti modéré, opposé au Parti Progressiste, héritier des exaltés.
Des moderados  important furent Agustín de Argüelles, José Canga Argüelles, Diego Muñoz Torrero, Francisco Martínez de la Rosa, le comte de Toreno, José Espiga, Marcial Antonio López Quílez, Nicolás María Garelli, Eugenio de Tapia, Diego Clemencín o José María Moscoso de Altamira.

## Histoire
Ce qu'on commença à appeler le « parti modéré » dans la presse et les réunions publiques après la Révolution espagnole de 1820 surgit du libéralisme institutionnel, le libéralisme officiel que l'opinion générale identifiait au gouvernement et qui était « partisan d'administrer avec modération le pouvoir reçu du roi en mars 1820 ». Au contraire, le parti exalté s'identifiait au libéralisme de la base militante, aux comités locaux qui s'étaient formés dans les villes pendant la révolution, composés surtout des secteurs radicaux issus des classes populaires ou moyennes et de l'Armée et bourgeois, et dont les prétensions pouvaient aller au-delà de ce qu'offrait le nouveau pouvoir constitué.
Les afrancesados intégrèrent le secteur le plus conservateur du parti modéré, après avoir été partiellement graciés — certaines restrictions de leur capacité juridique furent maintenues et ils devinrent donc des citoyens de seconde zone — en septembre 1820 — environ 12 000 personnes revinrent d'exil. La proposition de pardon avait été présentée aux Cortes par le député exaltado José María Moreno de Guerra en juillet. Le mois suivant José María de Pando avait écrit depuis Lisbonne au secrétaire d'État Pérez de Castro : « Il est temps que la Mère Espagne ouvre les bras pour [...] abriter dans son sein ces fils autrefois égarés ». C'est ainsi que le journal afrancesado El Censor, l'un des principaux titres de la presse de l'époque, devint l'organe d'expression du secteur le plus conservateur des modérés, très influencé par le libéralisme doctrinal français et défenseur de la réforme de la Constitution dans un sens restrictif.

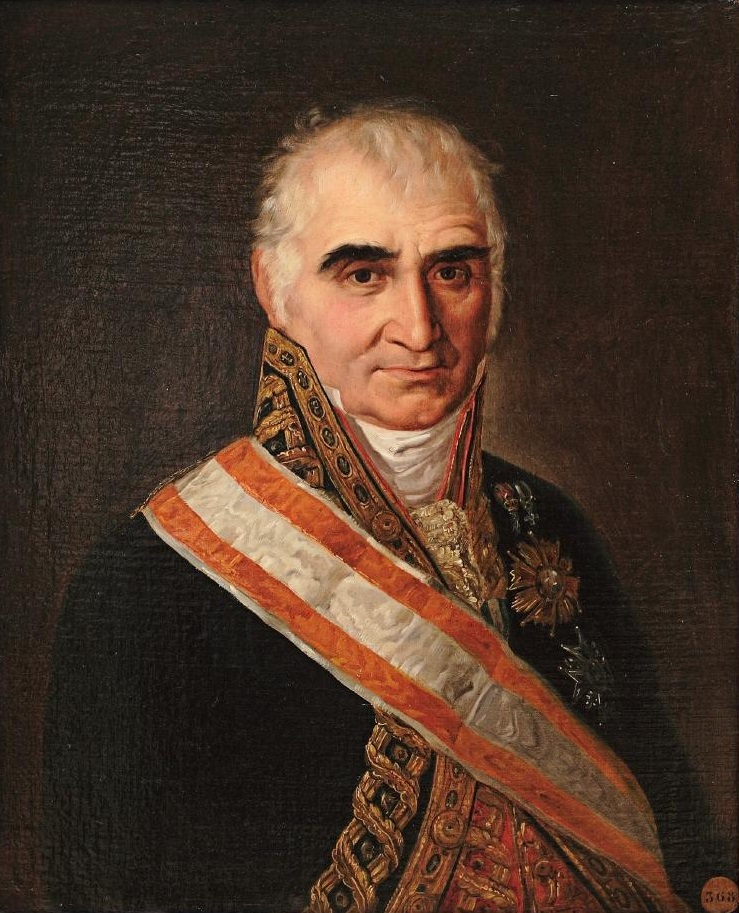
José Canga Argüelles, l'un des leaders des moderados. Il fut secrétaire du Trésor dans le premier gouvernement libéral dominé par cette tendance.

Exaltés et modérés partageaient le même projet politique : celui, formulé par les Cortes de Cadix, de mettre fin à la monarchie absolue et à l' Ancien Régime pour les remplacer par un nouveau régime libéral, tant politiquement qu'économiquement. Ils divergeaient essentiellement quant à la stratégie à suivre pour atteindre cet objectif commun. Comme le reconnut José Canga Argüelles dans ses mémoires : « la différence entre ceux qu'on appelait exaltados et moderados dans les tribunaux ne résidait pas dans les principes constitutifs de l'ordre établi, mais dans le choix des moyens pour le soutenir ». Les modérés considéraient que la « révolution » était déjà terminée et qu'il fallait garantir « l'ordre » et la « stabilité », en essayant d'intégrer les anciennes classes dominantes, comme la noblesse (en faisant des compromis avec elles) ; Les exaltados pensaient qu'il était nécessaire de continuer de développer la « révolution » avec des mesures recherchant le soutien des classes populaires tandis que les moderados préféraient garantir l'ordre et la stabilité en intégrant par des compromis les anciennes classes dominantes — singulièrement la noblesse —,. Par exemple, le comte de Toreno José María Queipo de Llano, libéral modéré, affirmait que la révolution avait « supprimé presque tous les obstacles qui s'opposaient à la propriété et aux libertés publiques » et qu'au-delà de cela il n'y avait plus que « les horreurs de l'anarchie » et la dissolution de « tous les liens sociaux ». Selon les modérés, « les exaltés étaient responsables de l'agitation, des excès et des désordres dans les centres urbains, menés par les sociétés patriotiques, dans une attitude radicale qui favorisait l'opposition absolutiste et la menace de révolution sociale ».
Ils avaient également une appréciation différente de la Constitution de 1812. Les exaltés étaient partisans de la maintenir telle qu'elle avait été approuvée par les Cortes de Cadix, tandis que les modérés voulaient réformer dans un sens restrictif, en introduisant le suffrage censitaire et une deuxième chambre où l'aristocratie territoriale serait représentée, pour jouer le rôle de contrepoids au Congrès des députés. Ils demandaient également une moindre limitation du pouvoir royal afin de donner plus de marge de manœuvre à l'exécutif. Comme le souligne Ignacio Fernández Sarasola, « le bicamérisme finirait par devenir l'un des grands chevaux de bataille entre exaltés et modérés au cours du Triennat. Les premiers considéraient que toute mention d’une Chambre haute était le symptôme d’un conservatisme inacceptable, cependant que les seconds entendaient que la Chambre haute s'avérait indispensable pour calmer les assauts « démocratiques » de la Chambre populaire ». Le paradoxe était que l'introduction d'un Sénat était défendue par des politiciens libéraux qui avaient participé activement aux Cortes de Cadix, qui avaient préparé et approuvé la Constitution de 1812 (raison pour laquelle on les appelait doceañistas) .

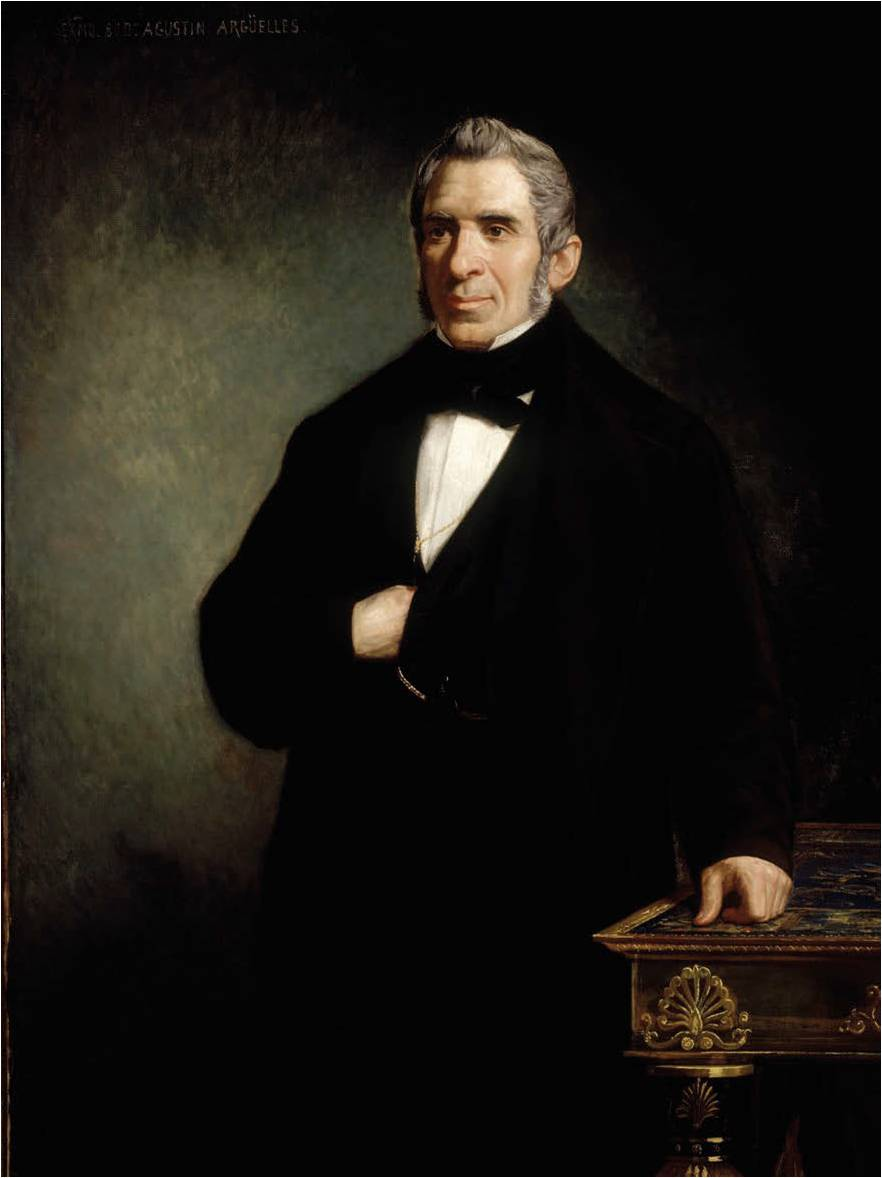
Agustín Argüelles, l'un des leaders des moderados. Il fut Secrétaire du Bureau (équivalent de ministre) de l'Intérieur de la Péninsule et des îles adjacentes dans le premier gouvernement du Triennat.

Ce changement de position des moderados à l'égard de la Constitution de 1812 avait des précédents parmi les libéraux exilés en France : le dénommé « plan Beitia », daté de 1819 à Bayonne, dont l'objectif était l'établissement d'une projet constitutionnel (Acta) « des Espagnols des deux hémisphères » qui remplacerait la Constitution « radicale » de 1812 . Le texte introduisait les deux mesures phares, suffrage censitaire et création d'une deuxième chambre parlementaire (une Chambre perpétuelle qui agirait comme un « pouvoir modérateur », suivant le modèle britannique de la Chambre des lords et le modèle français de la Charte octroyée de 1814 ) . La documentation complète de ce plan, saisie par les agents de Ferdinand VII, fut découverte en 2006 par l'hispaniste français Claude Morange dans les Archives historiques nationales. Dans son étude des documents, il souligne que le texte est grandement influencé par le libéralisme doctrinal français, plus spécifiquement par les idées de Benjamin Constant et Antoine Destutt de Tracy .
Finalement, le projet de réforme du Parlament n'aboutit pas « parce que les modérés manquèrent de l'opportunité ou de la détermination de le réaliser, mais aussi à cause de l'opposition des exaltados, qui faisaient de la défense de la Constitution l'objectif primordial de leur action ». Toutefois, l'article 375 de la Constitution empêchait sa réforme « jusqu'à huit ans après son entrée en vigueur », c'est pourquoi, face à l'impossibilité pour les Cortes d'approuver la deuxième Chambre, « les moderados en vinrent à interpréter le Conseil d'État comme un Sénat, étant donné sa composition corporative [estamental] et les tâches de contrôle régalien qu'il exerçait ». Les moderados cherchèrent le soutien du roi Ferdinand VII mais ne l'obtinrent pas parce qu'il était incapable de faire la différence entre des Cortes libérales à une ou deux chambres — il aurait dit à un secrétaire d'État : « Vous ne en sortez pas avec une seule chambre et vous en voulez deux ! » — et parce que la seule alternative qu'il envisageait était un retour à la monarchie absolue.
Le premier conflit entre moderados et exaltados eut lieu lorsque le gouvernement des premiers décida, le 4 août 1820, de dissoudre « l'Armée de l'Île », c'est-à-dire l'armée qui avait lancé le pronunciamiento qui avait mis fin à l'absolutisme  - « la dissoudre revenait à laisser la révolution absolument sans défense » selon Alberto Gil Novales . LLa raison de cette mesure était la méfiance du parti modéré envers la figure de Rafael del Riego, qui était salué par les exaltés comme le « héros de las Cabezas » (de San Juan), car ils craignaient qu'un front d'opposition au gouvernement important pourrait s'articuler autour de lui,,.
La rupture définitive entre les deux tendances libérales eut lieu en octobre lors du débat aux Cortes sur la proposition d'interdire les sociétés patriotiques car les moderados commencèrent à les considérer « plus comme un danger pour l'ordre public que comme un allié dans la défense de l'ordre constitutionnel » comme les exaltados les voyaient, et comme « une sorte de contre-pouvoir illégitime que les exaltados utilisaient pour contrecarrer leur faible représentation au Parlement » — donc incompatibles avec les mécanismes constitutionnels de représentation  . Ils craignaient également de le voir devenir l'équivalent des clubs jacobins radicaux de la Révolution française.. Ce contraste dans la perception des sociétés patriotiques répondait à la « conception différente qu'avaient les modérés et les exaltés de la base sociale sur laquelle devait reposer le libéralisme espagnol. Pour les premiers, la solidité du régime dépendait du soutien dont il disposerait auprès des classes propriétaires et moyennes : bourgeoisie, aristocratie foncière, classes moyennes professionnelles [...] [L]es sociétés patriotiques pouvaient l'être, de par leur caractère ouvert et participatif., une voie d'entrée des classes populaires dans la vie politique. [...] Pour les députés exaltés, au contraire, les sociétés patriotiques étaient un instrument fondamental pour créer une véritable opinion publique en Espagne, la « reine des nations », comme l'avait décrite le député aragonais Romero Alpuente., » Finalement les modérés parvinrent à faire approuver par les Cortes un décret promulgué le 21 octobre 1820 dont le premier article disait : « Les réunions d'individus constitués et réglementés par eux-mêmes, sous les noms de sociétés, confédérations, comités patriotiques ou toute autre sans autorité publique, n'étant pas nécessaires à l'exercice de la liberté de parler des affaires politiques, cesseront naturellement en conformité avec les lois interdisant ces corporations ». On leur permit néanmoins de continuer d'agir sans se constituer en tant que telles et sous la responsabilité des autorités locales, qui pouvaient les suspendre à tout moment — ce qui fut à l'origine de multiples conflits par la suite —.

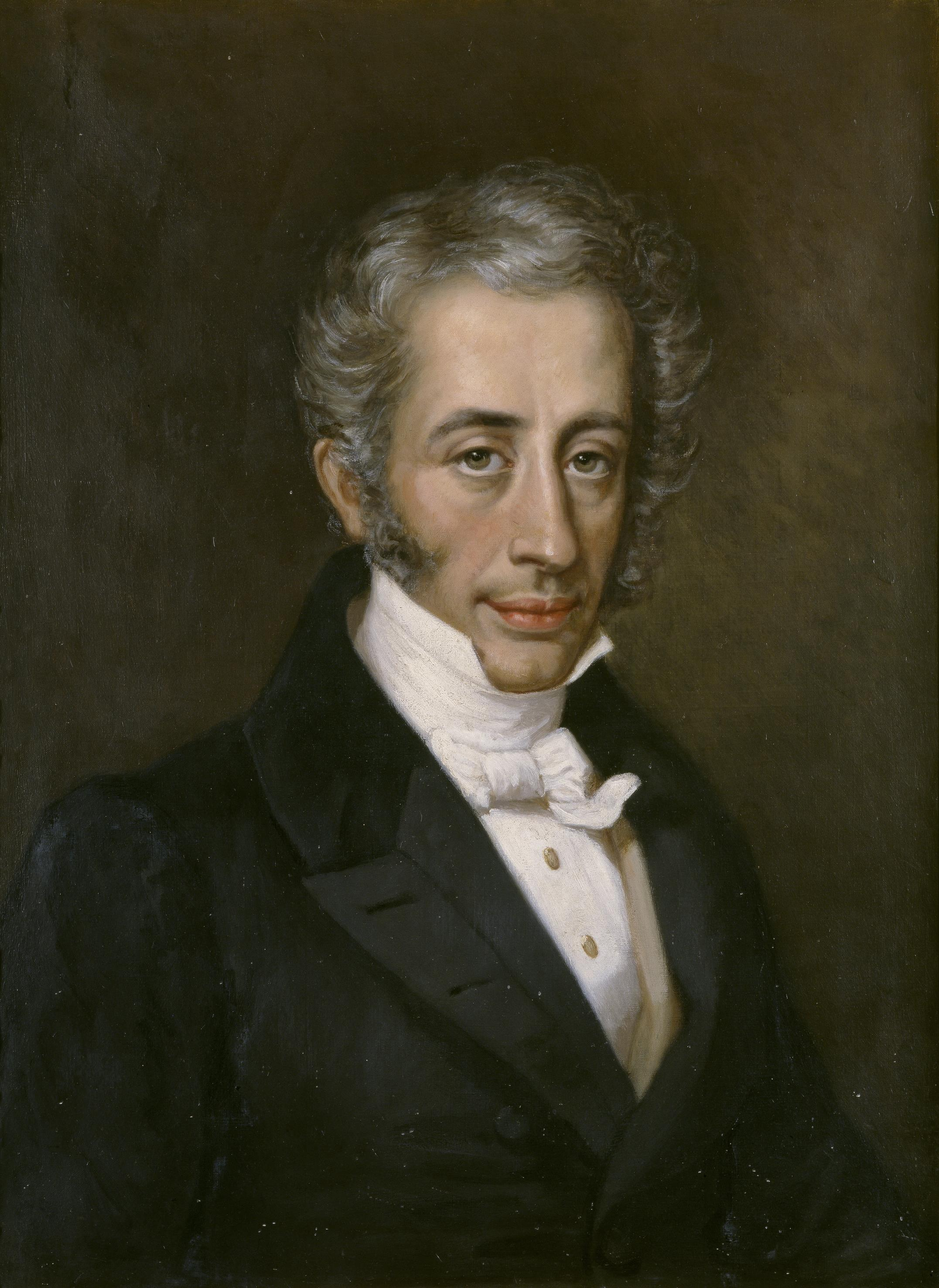
Francisco Martínez de la Rosa, leader du secteur le plus conservateur des moderados, connu sous le nom de « anilleros ».

Au lendemain du décret sur les sociétés patriotiques, les Cortès en approuvèrent un autre sur la liberté de la presse qui creusa une fois de plus la division entre modérés et exaltés puisque ces derniers estimaient que la régulation des « abus » la restreignait considérablement. Un autre motif d'affrontement entre les deux camps fut la Milice nationale, que les seconds souhaitèrent transformée en instrument révolutionnaire (« la Patrie armée ») tandis que les premiers souhaitaient qu'elles soit un garant de l'ordre public dans lequel l'indiscipline et l'insubordination devaient être sanctionnés afin de préserver son efficacité et ses capacités organisationnelles. La question clé était la définition des classes sociales qui pouvaient accéder à la milice. Les moderados le réservaient aux « citoyens propriétaires » (la barrière était que ses membres devaient payer leur propre uniforme), tandis que les exaltados proposaient d'élargir leur base sociale en rendant possible l'accès aux classes populaires urbaines, pour lesquelles ils imaginèrent diverses des formules (subventions, souscriptions, parrainages, etc.) pour payer les uniformes de ceux qui n'en avaient pas les moyens. La considération de la Milice nationale comme rempart du régime constitutionnel serait évidente dans le rôle décisif qu'elle joua dans l'échec du coup d'État absolutiste du 7 juillet 1822.
Outre les Cortes, c'est dans la presse que la confrontation entre modérés et exaltés fut le plus visible. Parmi les journaux « exaltés » se distinguaient El Conservador (malgré son titre), El Eco de Padilla, El Amigo del Pueblo, El Espectador, La Tercerola et, surtout, El Zurriago (qui atteignit un tirage de plus de 6 000 exemplaires). Le journal politico-satirique La Periodicomanía (héritier de La Diarrea de las imprentas publié pendant les Cortes de Cadix) était également proche des « exaltés ».
La division entre exaltés et modérés se manifesta également au sein de la franc-maçonnerie – la seule société secrète existant en Espagne  à laquelle de nombreux hommes politiques libéraux étaient affiliés. En janvier 1821, un groupe de francs-maçons apparentés aux exaltés rompit avec la franc-maçonnerie officielle, dominée par les « modérés » et fonda la société secrète de la Comunería (es), dont les membres seraient connus sous le nom de comuneros ou fils de Padilla. . Selon Antonio Alcalá Galiano, la charbonnerie « soutenait les doctrines et l'intérêts de la faction exaltée ». Son organe de presse non officiel était le journal qui portait le nom significatif d' El Eco de Padilla (« L'Écho de [Juan de] Padilla ») et son symbole la couleur pourpre de l' étendard de Castille hissé lors de la Révolte des Communautés, qui était sa référence historique,.